# Internationales Dokumentarfilmfestival München 2022

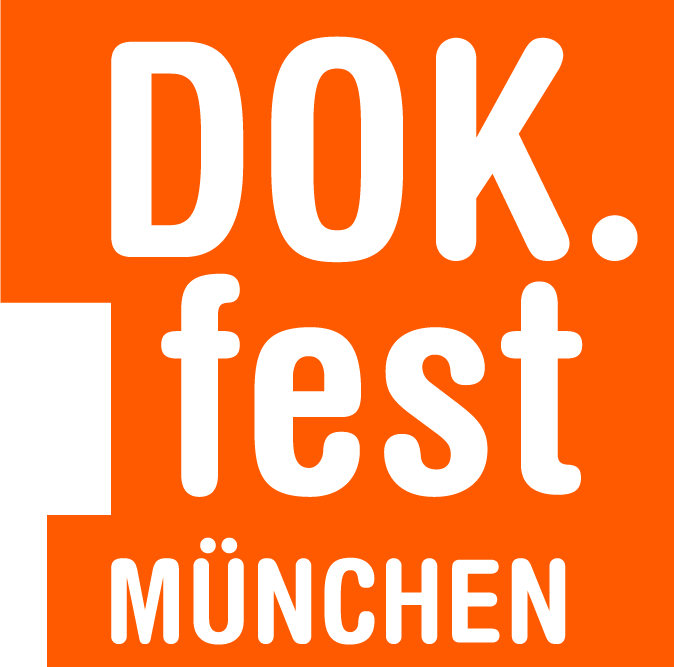

Das 37. Internationale Dokumentarfilmfestival München (auch DOK.fest) fand vom 4. bis 15. Mai 2022 in Münchner Kinos statt. Es wurden 117 Dokumentarfilme aus 41 Ländern gezeigt.

## Allgemein

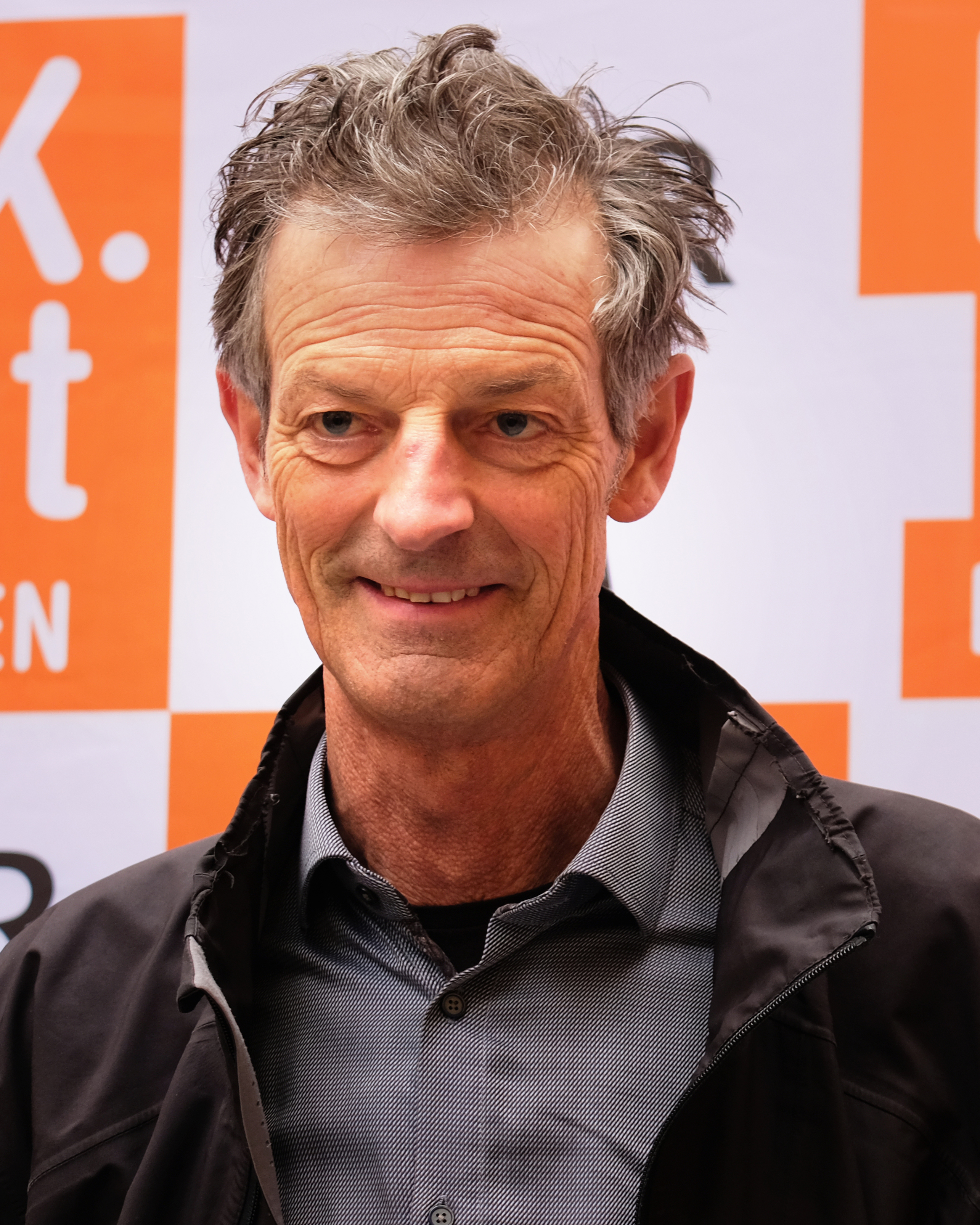
Festivalleiter Daniel Sponsel

Das Festival fand erstmals nach der COVID-19-Pandemie wieder in Präsenz statt. In den Jahren 2020 und 2021 gab es nur ein digitales Format. Dieses wurde mit ausgewählten Filmen vom 9. bis 22. Mai fortgeführt. Vom Festival wurde dies als Schritt für mehr Barrierefreiheit bezeichnet. Das Festival wurde am 4. Mai durch Nawalny von Daniel Roher eröffnet. Der Film wurde beim DOK.fest nicht ausgezeichnet, erhielt aber 2023 den Oscar als Bester Dokumentarfilm.
Der Bayerische Rundfunk war mit fünf Produktionen beteiligt und stiftete wie üblich den Hauptpreis.

## VIKTOR DOK.international Main Competition
Trenches, Regie: Loup Bureau
- nominiert:
  - 1970, Regie: Tomasz Wolski
  - A House Made of Splinters, Regie: Simon Lereng Wilmont
  - Eine Frau, Regie: Jeanine Meerapfel
  - Fire of Love, Regie: Sara Dosa
  - Green Jail, Regie: Yinyu Huang
  - How To Save A Dead Friend, Regie: Mausya Syroechkovskaya
  - Kapr Code, Regie: Lucie Králová
  - Nawalny, Regie: Daniel Roher
  - René: The Prisoner of Freedom, Regie: Helena Třeštíková
  - Soldat Ahmet, Regie: Jannis Lenz
  - Ultraviolette And The Blood-Spitters Gang, Regie: Robin Hunzinger

## DOK.deutsch Wettbewerb
Zusammenleben, Regie: Thomas Fürhapter
- nominiert:
  - Alice Schwarzer, Regie: Sabine Delfinger
  - Berlin Bytch Love, Regie: Heiko Aufdermauer, Johannes Girke
  - Dear Memories – Eine Reise mit dem Magnum-Fotografen Thomas Hoepker, Regie: Nahuel Lopez
  - Europa Passage, Regie: Andrei Schwartz
  - Girl Gang, Regie: Susanne Regina Meures
  - Journey to The Sun, Regie: Ansgar Schaefer, Susana de Sousa Dias
  - Rotzloch – Ich zwinge dich nicht, mich zu umarmen, Regie: Maja Tschumi
  - Schwarzarbeit, Regie: Ulrich Grossenbacher
  - Unterm Glanz, Regie: Gregor Eppinger
  - Volksvertreter, Regie: Andreas Wilcke

## VIKTOR DOK.horizonte
No Simple Way Home, Regie Akuol de Mabior
- nominiert:
  - After A Revolution, Regie: Giovanni Buccomino
  - Ayena, Regie: Siddhant Sarin
  - Batata, Regie: Noura Kevorkian
  - Children of The Mist, Regie: Ha Le Diem
  - Esperare aqui hasta oir mi nombre, Regie: Héctor Gálvez
  - If You Are A Man, Regie: Simon Panay
  - Kash Kash, Regie: Lea Najjar[11]
  - Lejos de Casa, Regie: Hernández Vázquez
  - Midwives, Regie: Hnin Ei Hlaing
  - The Territory, Regie: Alex Pritz

## megaherz Student Award
Pushing Boudaries, Regie: Lesia Kordonets
- nominiert:
  - Among Us Women, Regie: Sarah Noa Bozenhardt, Daniel Abate Tilahun
  - Black Hole Legion, Regie: Jonathan Omer Mizrahi, Ariel Sereni Brown
  - Donbas Days, Regie: Philipp Schaeffer
  - Germany Represent – Jung, weiblich, politisch, Regie: Jannika Quaas
  - Hoamweh Lung, Regie: Felix Klee
  - So oder so, Regie: Lea Tama Springer, Eva Gemmer, Hannah Jandl
  - Sorry Genosse, Regie: Vera Brückner
  - Tracing Tango Echo Tango, Regie: Ksenia Ciuvaseva
  - Woid, Regie: Veran Wagner

## Weitere Preise
- FFF-Förderpreis Dokumentarfilm: Hoamweh Lung, Regie: Felix Klee
- Dokumentarfilmpreis des Goethe-Instituts: Liebe, D-Mark und Tod, Regie: Cem Kaya
- Deutscher Dokumentarfilm-Musikpreis: Mein gestohlenes Land, Musik: Carsten Nicolai
- Preis der SOS-Kinderdörfer weltweit: Children of The Mist, Regie Ha Le Diem
- DOK.edit Award: Daughters, Schnitt: Åsa Mossberg, Line Schou
- VFF Dokumentarfilm-Produktionspreis: 1001 Nights Apart, Produktion: Sarvnaz Alambeigi, Stefan Tolz, Thomas Riedelsheimer, Louise Rosen
- Publikumspreis: Girl Gang, Regie: Susanne Regina Meures

## DOK.guest Spanien
- 918 Nights, Regie: Arantza Santesteban
- Altsau, Regie: Marc Parramon Bori, Amets Arzallus Antia
- El círculo, Regie: Iván Roiz, Álvaro Priante
- Magaluf Ghost Town, Regie: Miguel Angel Blanca
- Sedimentos, Regie: Adrián Silvestre

## DOK.focus Brave New Work
- Dragon Women, Regie: Frédérique de Montblanc
- Factory to The Workers, Regie: Srđan Kovačević
- Intensive Life Unit, Regie: Adéla Komrzý
- Nach der Arbeit, Regie: Alexander Riedel
- Pornfluencer, Regie: Joascha Bongard
- The Happy Worker, Regie: John Webster
- Yoon, Regie: Pedro Figueiredo Neto, Ricardo Falcão

## Hommage Heidi Specogna
Das Festival zeigte diese Hommage mit sechs Filmen an Heidi Specogna.
- Tupamaros, 1996
- Das kurze Leben des José Antonio Gutierrez, 2006
- Das Schiff des Torjägers, 2010
- Carte Blanche, 2011
- Cahier Africain, 2016
- Stand Up My Beauty, 2021

## DOK.network Africa
- African Moot, Regie: Shameela Seedat
- Homw Again, Regie: Babucarr Manka
- Lend Me Your Voice, Regie: Claudine Ndimbira

## DOK.panorama
- A Thousand Fires, Regie: Saeed Taji Farouky
- At Full Throttle, Regie: Miro Remo
- Berg, Regie: Joke Olthaar
- Dancing Pina, Regie: Florian Heinzen-Ziob
- Daughters, Regie: Jenifer Malmqvist
- Die Autobahn – Kampf um die A 49, Regie: Klaus Stern, Frank Marten Pfeiffer
- Heimaland, Regie: Dorus Masure, Ischa Clissen
- Hipodroom, Regie: Wladimir Loginow
- I Am Not, Regie: Tomer Heymann
- It Works II, Regie: Fridolin Schönwiese
- Journal About Želimir Žilnik, Regie: Janko Baljak
- Mein gestohlenes Land, Regie: Marc Wiese
- Mein wenn und aber, Regie: Marko Doringer
- No Place For You In Our Town, Regie: Nikolay Stefanov
- Norwegian Headache, Regie: Rune Denstad Langlo
- Our Eve, Regie: Ana Gurdiș
- Sava, Regie: Matthew Somerville
- Stimmen vom Feuer, Regie: Helen Simon
- Teorema de tiempo, Regie: Andrés Kaiser
- The One Who Runs Away Is The Ghost, Regie: Qinyuan Lei
- We Met in Virtual Reality, Regie: Joe Hunting
- Why We Fight?, Regie: Alain Platel, Mirjam Devriendt
- You Are The Days to Come, Regie: Ronja Yu

## Best of Fests
- Dida, Regie: Nikola Ilić, Corina Schwingruber Ilić
- Escape to The Silver Globe, Regie: Kuba Mikurda
- Für die Vielen – Die Arbeiterkammer Wien, Regie: Constantin Wulff
- Housewitz, Regie: Oeke Hoogendijk
- How The Room Felt, Regie: Katevan Kapanadze
- Imad’s Childhood, Regie: Zahavi Sanjavi
- Jane by Charlotte, Regie: Charlotte Gainsbourg
- Kalle Kosmonaut, Regie: Tine Kugler, Günther Kurth
- Licht. Stockhausen’s Legacy, Regie: Oeke Hoogendijk
- Le que queda en el camino, Regie: Jakob Krese, Danilo Do Carmo
- Republic of Silence, Regie: Diana El Jeiroudi
- Young Plato, Regie: Neasa Ní Chianáin, Declan McGrath

## DOK.music
- Cesária Évora, Regie: Ana Sofia Fonseca
- Le Mali 70, Regie: Markus CM Schmidt
- Rewind & Play, Regie: Alain Gomis
- The Kaiser of Atlantis, Regie: Sebastián Alfie
- Unsere Herzen – Ein Klang, Regie: Simone Dobmeier, Torsten Striegnitz

## Close-up: Polen
- 75€!, Regie: Luigjina Shkupa
- Borders, Regie: Nicole Humiński
- Energia, Regie: Jona Salcher
- Medien ohne Wahl?, Regie: Hanna Stock
- Ufleb, Regie: Hilarija Ločmele

## Retrospektive Franquismus in Spanien
- El año del descubrimento, Regie: Luis López Carrasco
- El desencanto, Regie: Jaime Chávarri
- Franco on Trial: The Spanish Nuremberg, Regie: Lucía Palacios, Dietmar Post
- Fraco’s Promise, Regie: Marc Weymuller
- Morir en Madrid, Regie: Frédéric Rossif
- Pico Reja. La verdad que la terra esconde, Regie: Arturo Andújar

## Münchner Premieren
- A Sound of My Own, Regie: Rebecca Zahr
- Alpenland, Regie: Robert Schabus
- Anima – Die Kleider meines Vaters, Regie: Uli Decker[14]
- Black Mambas, Regie: Lena Karbe
- Das Limit bin nur ich, Regie: Markus Weinberg, Steffi Rostoski
- Nach dem Happy End, Regie: Katharina Köster
- Sommerfahrt – Zeit heilt keine Wunden, Regie: Gereon Wetzel

## DOK.special
- 1001 Nights Apart, Regie: Sarvnaz Alambeigi
- Geschlossene Gesellschaft, Regie: Hans von Brockhausen, Max Weishaupt
- Liebe, D-Mark und Tod, Regie: Cem Kaya
- Otl Aaicher, der Denker am Objekt, Regie: Peter Schubert
- Pleistocene Park, Regie: Luke Griswold-Tergis
- Secrets of Playboy, Regie: Alexandra Dean[15]
- Susanna Tamaro Unplugged, Regie: Katia Bernardi
- Verabredungen mit einem Dichter – Michael Krüger, Regie: Frank Wierke
- Wiegenlieder, Regie: Tamara Trampe, Johann Feindt

## DOK.education
- Julies & Ich, Regie: Anne Ballon
- Maxim – Der Größte, Regie: Katja Fedulova
- Seepferdchen, Regie: Nele Dehnenkamp